# 공상과학세계 걸리버 보이
공상과학세계 걸리버 보이는 토에이 애니메이션이 제작한 TV 애니메이션 시리즈이다. 1995년 1월 8일부터 1995년 12월 24일까지 후지 TV에서 방영되었다.
대한민국에서는 《모험왕 걸리버》라는 제목으로 1997년에 MBC를 통해 방영되었다.

## 등장인물
- 걸리버 토스카니

성우 - 야마구치 캇페이
본 애니메이션의 주인공으로 친구인 에디슨을 지키기위해 요크 마술학교에 갇히게된다.
- 에디슨

성우 - 오오타니 이쿠에
어린 과학 천재로 걸리버의 친구이다.
- 미스티

성우 - 요코야마 치사
스페인 군대에서 그를 구해낸 걸리버의 친구.
- 휘비

성우 - 야마자키 와카나
요정 왕의 후손. 걸리버에게 반하게 되어 동료가 된다.
- 쥬도우

성우 - 시오자와 카네토
이스파니아 제국의 황제 미스티의 입양된 여동생이며 후반에 걸리버에게 패한 후 죽게 된다.
- 겟코

성우 - 오키아류 료타로
영웅왕의 후손. 동양의 나라 지팡구의 흐름을 잇는 닌자, 48화에서 휘비랑 이어진다.